# Пыресева, Юлия Алексеевна
Юлия Алексеевна Пыресева (род. 22 декабря 1967, Миасс, Челябинская область) — советская, российская и казахстанская ватерполистка, участница Олимпиады 2000 года.

## Карьера

### Клубная карьера
Заниматься плаванием начала с 1974 года в Миассе. После окончания школы в 1985 году переехала в Златоуст и стала тренироваться в женской ватерпольной команде «Таганай» на позиции подвижного нападающего. Её первым тренером был М. Н. Накоряков. В 1986 году была приглашена играть за команду «Салют» (Горький). В 1988 году вернулась в Златоуст и стала выступать за «Уралочку». В составе «Уралочки» трижды (1988, 1989, 1990) становилась чемпионкой РСФСР.
В чемпионате СССР имеет следующие награды: бронзовый призёр чемпионата СССР (1989), чемпионка СССР (1990), обладательница кубка СССР (1990), обладательница Суперкубка СССР (1990), серебряный призёр чемпионата СССР (1991).
Призёр Кубка Европейских чемпионов (1992—1993), чемпионка России (1992), бронзовый призёр чемпионата России (1993, 1995).

### Игры за сборные
Входила в состав сборной РСФСР (1986—1991), СССР (1987—1991) и СНГ (1992—1993). Признана лучшим игроком международного турнира в Италии (1991).
С 1993 года — в составе сборной России. В составе сборной России стала серебряным призёром первенства Европы (1993). Присвоено спортивное звание мастер спорта международного класса.
На Олимпиаде 2000 выступала в составе сборной Казахстана.

## Образование
В 1993 году закончила Волгоградский государственный институт физической культуры.

## Трудовая деятельность
Работает в плавательном бассейне «Сталь» тренером по водному поло.